# Севанаванк
Севанаванк (вірм. Սեւանավանք) — монастир на північно-західному узбережжі озера Севан, провінція Ґегаркунік, Вірменія. Комплекс будівель розташований на однойменному півострові Севан, який раніше був невеликим островом.
Наприкінці VIII століття на острові Севан влаштувалися декілька ченців, які побудували тут свої келії та каплицю. Завдяки вигідному положенню острова їх кількість зросла, почалося активне будівництво монастиря. Для зведення стін у скелі навколо острова був вирубаний уступ, на який поклали великі кам'яні блоки. Стіна опоясала острів, а над нею була споруджена сторожова вежа з воротами. Далі ченці побудували три церкви, келії та господарські споруди. В кінці IX століття в монастирі деякий час жив цар Вірменії Ашот Залізний. Поруч зі стінами обителі він дав бій арабським воїнам, які підійшли до берега Севана. У битві брали участь і ченці Севанаванка, які з нагоди перемоги оголосили її волею Провидіння.
У XVI–XVII століттях були зруйновані стіни монастиря, а в 1930 році з острова поїхав останній монах.
Сьогодні монастир знову діє, при цьому в ньому є духовна семінарія імені Вазгена I.
До наших днів збереглися невеликі триапсидні хрестово-купольні церкви Сурб Аракелоц і Сурб Аствацацин (871–874). Різьблені дерев'яні двері церкви Аракелоц і різьблені капітелі її гавіту зберігаються в Історичному музеї в Єревані.

## Галерея

widths="150px"
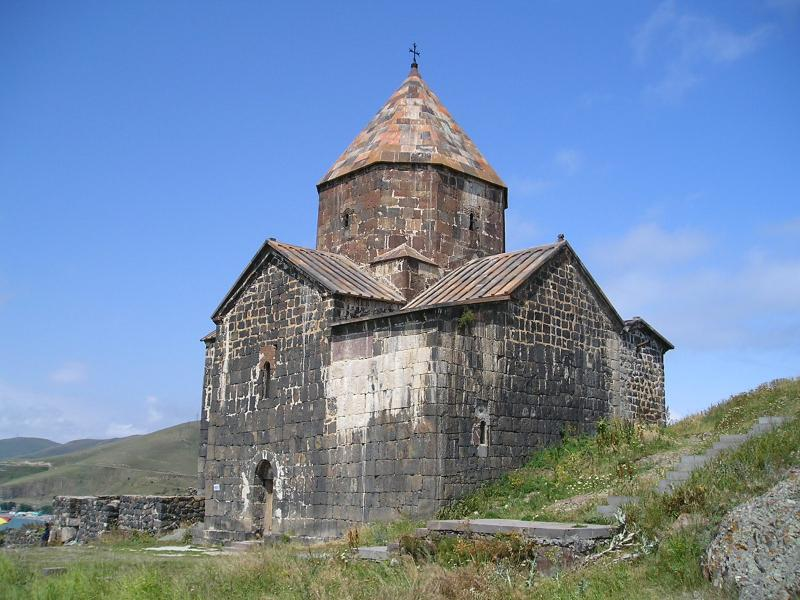
Сурб Аракелоц
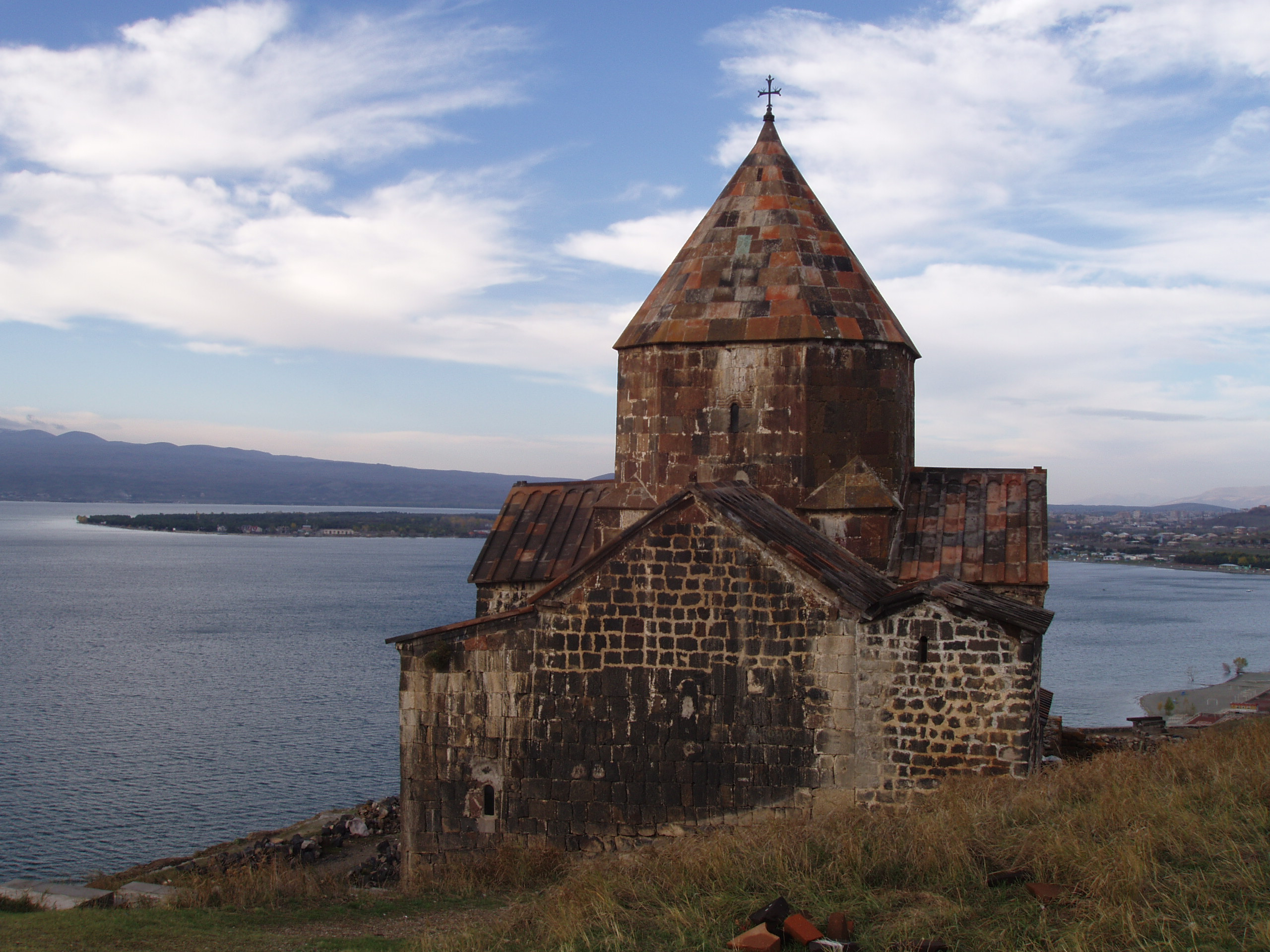
Сурб Аствацацин
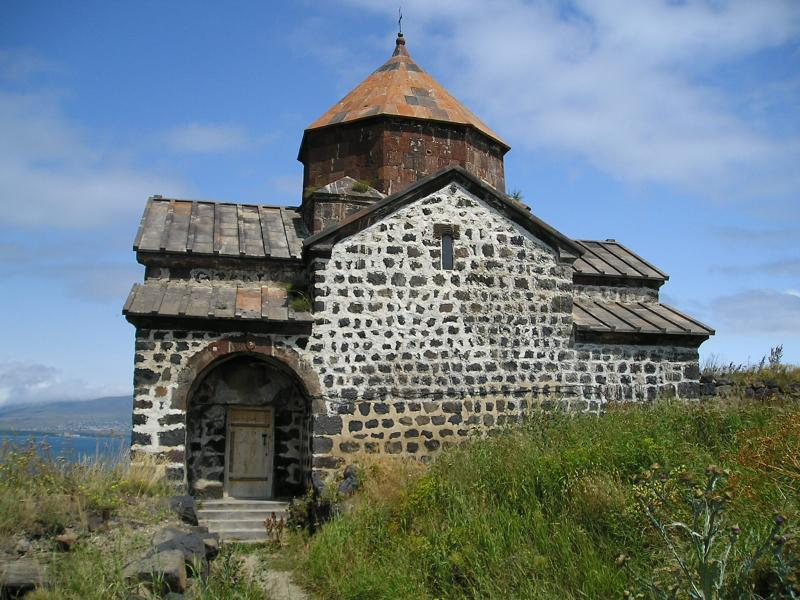
Сурб Аствацацин
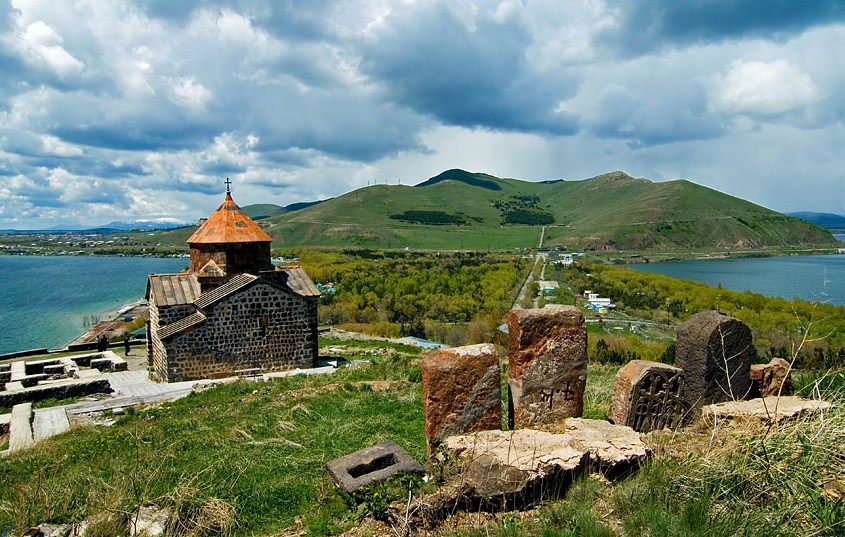
Вигляд на півострів Севан